# Christine Herbst
Christine Herbst, född 19 juli 1957 i Dresden, är en före detta östtysk simmare.
Herbst blev olympisk silvermedaljör på 4 x 100 meter medley vid sommarspelen 1972 i München.